# Węza

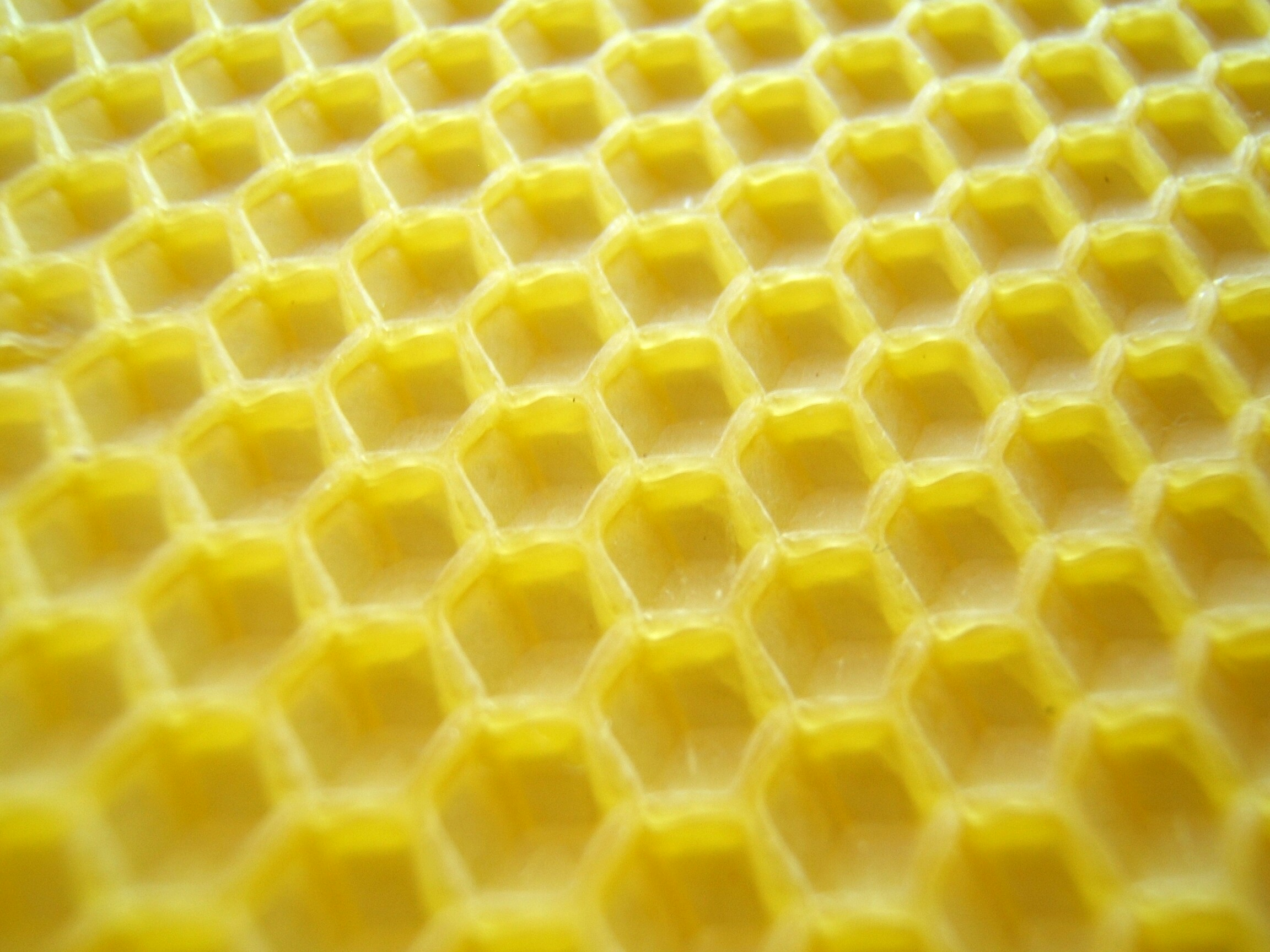
Węza

Węza – używany w pszczelarstwie szablon z wytłoczonymi kształtami komórek plastra pszczelego umieszczany w ramce. Rozmiar dostosowany jest do wielkości i kształtu ramki, najczęściej prostokątny.
Węzę wyrabia się z wosku pszczelego I klasy. Powinna mieć zapach swoisty dla wosku, który lekko pachnie miodem. Barwa węzy powinna być jednolita od jasnożółtej do ciemnożółtej, z odcieniem białym lub pomarańczowym. Jej powierzchnia musi być sucha i czysta, bez szarych lub białych plam, a brzegi równo obcięte pod kątem prostym.
Zarysy komórek powinny mieć właściwy układ: dno komórki powinno być sześciokątem foremnym, składającym się z trzech jednakowych rombów, których płaszczyzny schodzą się pod kątem 120°. Dna komórek powinny być wklęsłe i stanowić jednocześnie części dna trzech komórek z odwrotnej strony arkusza.
Wklęsłe załamania styku trzech rombów dna komórkowego powinny znajdować się dokładnie naprzeciw zaczątków ścian komórek po drugiej stronie arkusza węzy. Szerokość komórek określana odległością między ich równoległymi ścianami powinna wynosić dla węzy pszczelej od 5,3 do 5,6 mm, a dla węzy trutowej od 6,8 do 7,0 mm.
Węza produkowana jest przemysłowo lub samodzielnie przez pszczelarzy. Do produkcji węzy używa się stalowych walców z wytłoczonym wzorem dna komórki plastra pszczelego.
Węzę z wosku osadza się w ramce poprzez wtopienie w drut przewleczony przez nią. Dzięki zastosowaniu węzy plastry tworzone przez pszczoły mają regularny kształt o określonej wielkości komórek.
Od niedawna produkuje się też węzę plastikową, najczęściej wraz z plastikową ramką. Ramka taka jest bardziej wytrzymała (głównie w czasie transportu) i tańsza, ale nie jest pewne, czy nie jest wolniej budowana, a tym samym nie zmniejsza potencjału rodziny pszczelej.

## Rodzaje węzy
W polskich pasiekach używa się kilku rodzajów węzy o zróżnicowanych wymiarach, dostosowanych do ramki danego rodzaju ula:
- Dadanta
- Langstrotha
- Ostrowska
- Warszawska zwykła
- Warszawska poszerzana
- Wielkopolska